# 五台山 (南京)
五台山，是南京市鼓楼区的岗地，海拔32.5米，岗顶平缓。1953年在此建成南京五台山体育中心。“五台晴光”于1984年列入新金陵四十八景。